# Olmeca (bambú)
Olmeca és un gènere mesoamericà de bambús de la subfamília bambusoideae, de la família Poàcia.
Són plantes de clima tropical (sud de Mèxic). Olmeca és l'únic bambú conegut del Nou Món que té fruits carnosos grans. També té rizomes amb colls llargs i grups molt oberts.
El gènere rep el nom dels pobles olmeques del sud de Mèxic, que van prosperar al sud de Mexico al primer mil·lenni aC.

## Descripció
Aquest gènere reuneix dues espècies de bambú amb fruits carnosos (O. recta i O. reflexa), una característica força rara per a un bambú leptomòrfic. Aquestes plantes tenen la particularitat de presentar fruits tipus baia. Aquestes dues espècies estan en perill d'extinció.
Es troben a les selves tropicals de les terres baixes del sud de Mèxic on hi ha aigua disponible durant tot l'any.

## Llista d'espècies
Segons The Plant List (14 novembre 2016):
- Olmeca recta Soderstr.
- Olmeca reflexa Soderstr.

Segons World Checklist of Selected Plant Families (WCSP) (14 novembre 2016):
- Olmeca clarkiae (Davidse & R. W. Pohl) Ruiz-Sanchez, Sosa & Mejía-Saulés (2011)
- Olmeca fulgor (Soderstr.) Ruiz-Sanchez, Sosa & Mejía-Saulés (2011)
- Olmeca recta Soderstr. (1982)
- Olmeca reflexa Soderstr. (1982)
- Olmeca zapotecorum Ruiz-Sanchez, Sosa & Mejía-Saulés (2011)